# De Berkenhorst (Baarn)

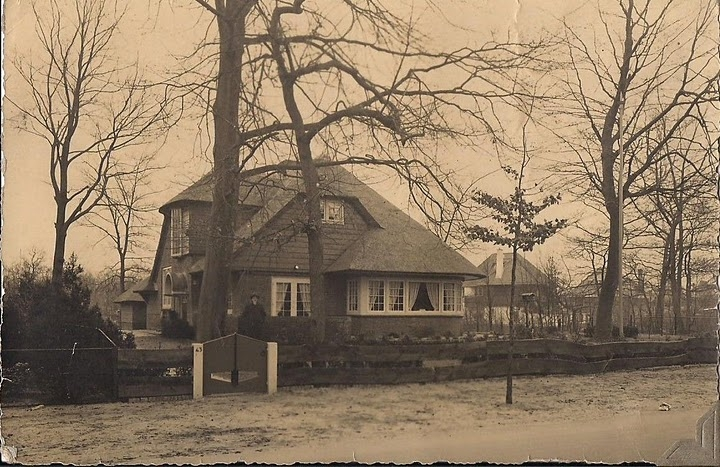
Foto gemaakt medio 1940.

Het landhuis De Berkenhorst is een gemeentelijk monument aan de Vondellaan in de wijk Pekingpark van Baarn in de provincie Utrecht.
Het met riet gedekte huis werd in 1935 gebouwd door architect A.P. van Brink uit Laren. De topgevels zijn betimmerd met gepotdekselde planken. Boven de ingang aan de linkerzijgevel is een tweede woonlaag die haaks staat op de topgevel. 